# Trujillo, Peru
Trujillo (/truːˈhiːjoʊ/ troo-HEE-yoh, tiếng Tây Ban Nha: [tɾuˈxiʝo]; Quechua: Truhillu) là một thành phố ở Peru, thủ phủ của tỉnh Trujillo và thuộc La Libertad (vùng). Đây là thành phố đông dân thứ ba ở Peru, sau Lima, và là thành phố đông dân nhất của thực thể tiểu quốc gia Peru thuộc Khu vực Bắc vĩ mô (MRN), có dân số 914 nghìn người theo ước tính và dự báo của INEI, 2018-2020, thực tế vào tháng 1 năm 2020 và mở rộng trên diện tích khoảng 111 km².